# Anglecot
Anglecot, auch als Potter Residence bekannt, ist ein historisches Bauwerk im Chestnut Hill Historic District in Philadelphia. 
Anglecot wurde 1883 durch den Architekten Wilson Eyre für Charles Adams Potter, einen Linoleumfabrikanten, erbaut. In den 1970er Jahren fungierte es als Sanatorium, heute ist es in mehrere Wohnungen unterteilt. 
Am 19. April 1982 wurde Anglecot in das National Register of Historic Places aufgenommen. Es zählt als ein Contributing Property des Chestnut Hill Historic Districts.